# E. Hitler & Luftwaffe Nr. 2
E. Hitler & Luftwaffe Nr. 2 er et kassettebånd af Errol Norstedt fra 1977, hvor han bruger pseudonymet E. Hitler & Luftwaffe.
Kassetten indeholder den originale version af sangen "Punkjävlar", som ville blive Errol Norstedts første single som Eddie Meduza & The Roarin' Cadillacs.
Sangen "Killa Min Fot" fik nye optagelser på kassetterne E. Hitler & Luftwaffe Nr. 3 Del 1 fra 1979 och Hjärndelirium 2000 fra 1996.

## Spor
Alle sange skrevet og komponeret af Errol Norstedt. 
| 1. | "Punkjävlar"                            | 03:49 |
| 2. | "Ronka Kuk"                             | 02:18 |
| 3. | "Jag Är Bög (Greve von Bögröv Jr.)"     | 03:32 |
| 4. | "Jag Vill Runka Balle"                  | 01:53 |
| 5. | "Hakan"                                 | 02:00 |
| 6. | "Killa Min Fot"                         | 01:45 |
| 7. | "Ta Mig I Röven (Greve von Bögröv Jr.)" | 04:10 |
| 8. | "Mastig Kuk"                            | 02:49 |

### Sangtitler på dansk
- Punkjävlar - Punkdjævle.
- Ronka Kuk - Spille Pik.
- Jag Är Bög - Jeg Er Bøsse.
- Jag Vill Runka Balle - Jeg Vil Spille Bolden.
- Hakan - Hagen.
- Killa Min Fot - Kildre Min Fod.
- Ta Mig I Röven - Tag Mig I Røven.
- Mastig Kuk - Fed Pik.